# Робовирусы
Робовирусы (от англ. rodent-borne viruses) — группа вирусов, переносчиками которых являются грызуны и которые могут передаваться к человеку. К настоящему моменту известно два семейства робовирусов: хантавирусы и аренавирусы.
Как и в случае с арбовирусами, робовирусы являются возбудителями трансмиссивных болезней.